# ジョアン・ミランダ・デ・ソウザ・フィリョ
ミランダ（Miranda）こと、ジョアン・ミランダ・デ・ソウザ・フィーリョ（João Miranda de Souza Filho、1984年9月7日 - ）は、ブラジル・パラナ州出身の元サッカー選手。元ブラジル代表。ポジションはディフェンダー。

## クラブ経歴

### キャリア初期
コリチーバFCの下部組織を経て、2004年にプロデビューしパラナ州選手権で優勝した。その後FCソショーで1シーズン過ごしたものの活躍できず、2006年にウルグアイ代表のディエゴ・ルガーノの代役として、サンパウロFCに移籍し母国リーグへ復帰。2007シーズンには19試合を7失点（1試合平均3点）に抑え守備の要として活躍した。

### アトレティコ・マドリード
2011年7月、スペイン・リーガ・エスパニョーラのアトレティコ・マドリードへ3年契約で移籍。加入後すぐさまポジションを掴みディエゴ・ゴディンとCBコンビを形成するとUEFAヨーロッパリーグ制覇に貢献。
2012-13シーズンにはリーグ戦を3位で終えUEFAチャンピオンズリーグ出場権を獲得すると、コパ・デル・レイ決勝のレアル・マドリード戦では1-1で迎えた延長前半9分に決勝点となる勝ち越しゴールを挙げタイトル獲得に貢献した 。

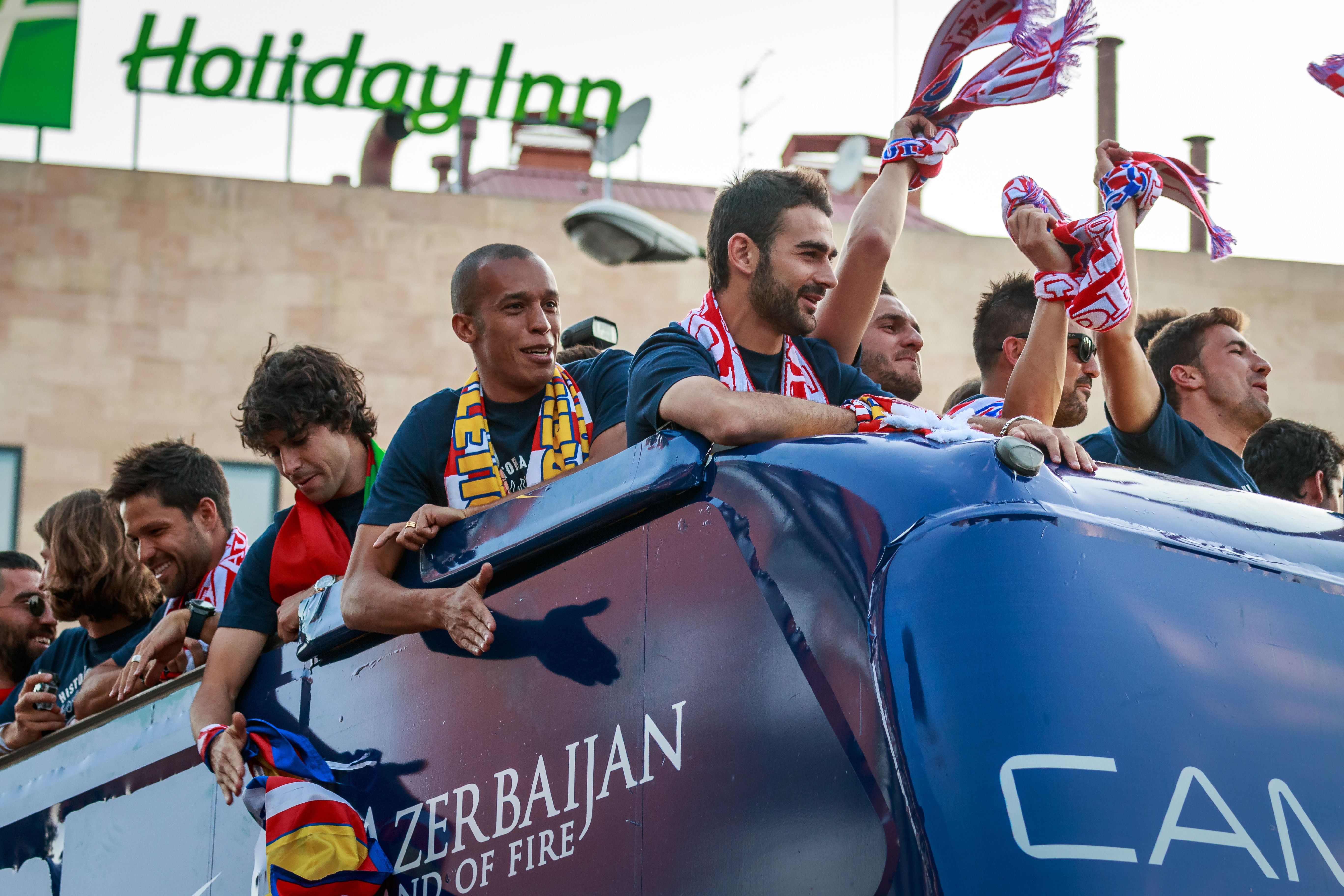
リーグ優勝を祝うミランダたち

翌2013-14シーズンには失点をリーグ最小となる26失点に抑え、アトレティコに18シーズンぶりのリーグタイトルをもたらした。UEFAチャンピオンズリーグ 2013-14ではFCバルセロナ、チェルシーFCなどを破り決勝へ進出。決勝のレアル・マドリード戦でもスタメン出場を果たしたが、1-4で敗れた。同シーズンにはリーガの最優秀ディフェンダーにもノミネートされた。
2011年から2015年までの間で公式戦178試合に出場して5つのタイト獲得に貢献すると、2018年8月11日にはエスタディオ・メトロポリターノにインテル・ミラノの選手として訪問。ミランダと同じブラジル出身であり、かつてアトレティコに所属したルイス・ペレイラからその功績を讃える記念の盾を受け取った。

### インテル・ミラノ
2015年7月1日、イタリア・セリエAのインテルナツィオナーレ・ミラノへ移籍。2015-16シーズンにはジェイソン・ムリージョとコンビを組み安定したディフェンスを見せ4位でシーズンを終えた。2016-17シーズンからは副キャプテンを務めた。

### 江蘇蘇寧
2019年7月26日、インテルとの契約を双方合意の下で解消し、中国・スーパーリーグの江蘇蘇寧へ入団することを発表した。背番号は25番。

### サンパウロFC
2021年3月17日、サンパウロに移籍する事が発表された。10年振りの古巣復帰となった。
2023年1月11日、クラブのInstagramで現役を退くことを発表した。

## 代表経歴
2007年、ブラジル代表に初招集された。2009年4月1日の2010W杯・南米予選のペルー戦で代表デビュー。
2014 FIFAワールドカップでは予備登録メンバーに選ばれたが、チアゴ・シウバやダヴィド・ルイスなどの存在もあって本大会の登録メンバー外となった。2015年にドゥンガが再び監督に就任すると代表に定着し、コパ・アメリカ2015では離脱したネイマールの代わりにキャプテンマークを巻いた。
2016年9月6日に行われた2018W杯・南米予選のコロンビア戦で代表初得点を挙げた。

## プレースタイル
- フィジカルと足元の技術に優れ、一対一で強さを見せる。決してスピードやアジリティに秀でているわけではないものの、正確なポジショニングと恵まれたフィジカルからのタックルでボールを奪取する[11]。

## 人物・エピソード
- 子供の頃のアイドルにはF1レーサーのアイルトン・セナを挙げている[12]。

## 代表歴

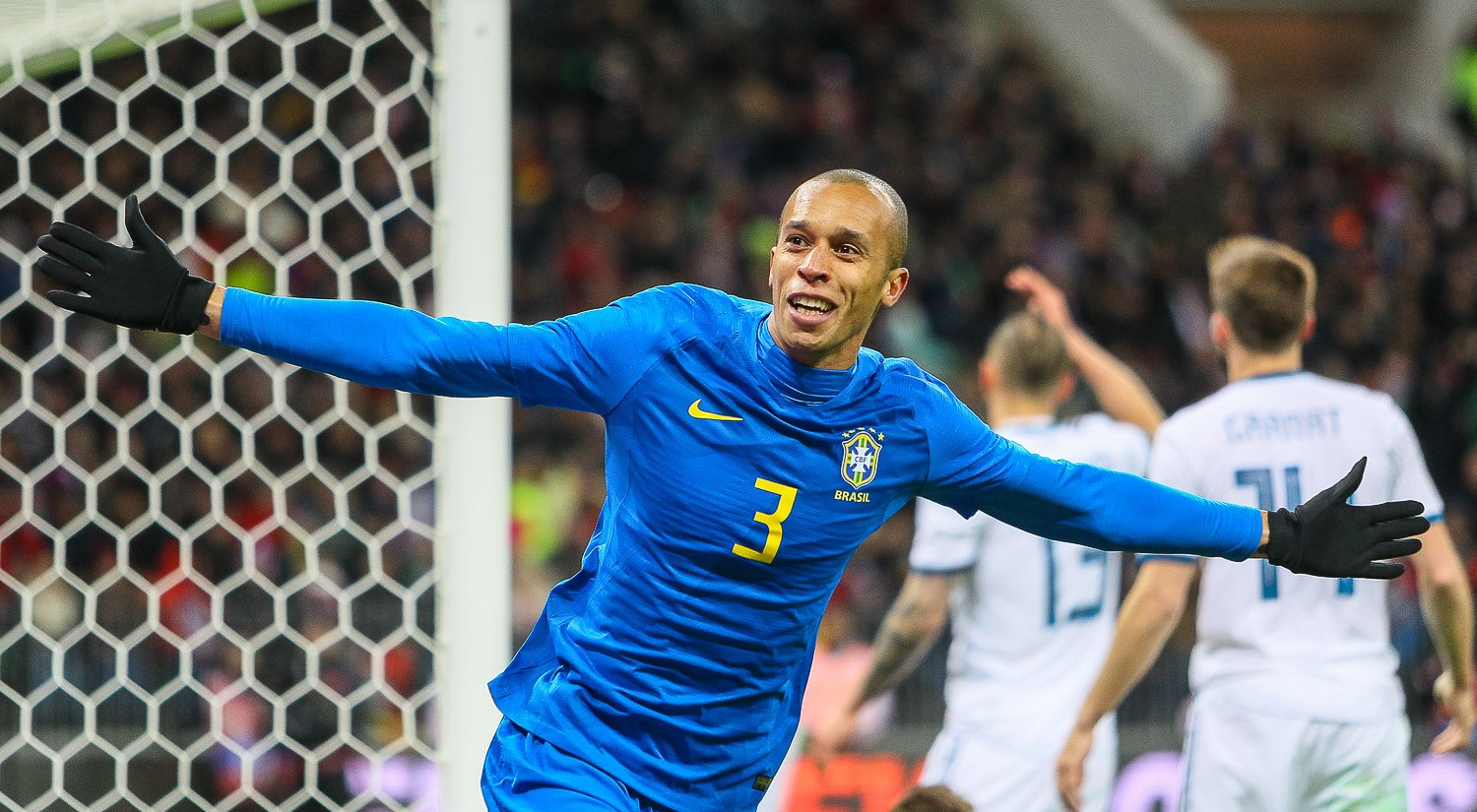
2018年3月のロシア戦でゴールしたミランダ

### 出場大会
- ブラジル代表
  - 2009年 - FIFAコンフェデレーションズカップ2009（優勝）
  - 2015年 - コパ・アメリカ2015（ベスト8）
  - 2016年 - コパ・アメリカ・センテナリオ（グループリーグ敗退）
  - 2018年 - 2018 FIFAワールドカップ（ベスト8）
  - 2019年 - コパ・アメリカ2019（優勝）

### 試合数
- 国際Aマッチ 58試合 3得点（2009年-2019年）[13]

| ブラジル代表 | 国際Aマッチ | 国際Aマッチ |
| 年           | 出場        | 得点        |
| ------------ | ----------- | ----------- |
| 2009         | 6           | 0           |
| 2013         | 1           | 0           |
| 2014         | 6           | 0           |
| 2015         | 14          | 0           |
| 2016         | 10          | 1           |
| 2017         | 6           | 0           |
| 2018         | 11          | 2           |
| 2019         | 4           | 0           |
| 通算         | 58          | 3           |

### 得点
| #  | 開催年月日     | 開催地                                                         | 対戦国       | スコア | 結果 | 試合概要                                    |
| -- | -------------- | -------------------------------------------------------------- | ------------ | ------ | ---- | ------------------------------------------- |
| 1. | 2016年09月06日 | ブラジル、マナウス、アレーナ・アマゾニア                       | コロンビア   | 1-0    | 2-1  | 2018 FIFAワールドカップ・南米予選           |
| 2. | 2018年03月23日 | ロシア、モスクワ、ルジニキ・スタジアム                         | ロシア       | 1-0    | 3-0  | 親善試合                                    |
| 3. | 2018年10月16日 | サウジアラビア、ジッダ、キング・アブドゥッラー・スポーツシティ | アルゼンチン | 1-0    | 1-0  | 2018 スーペルクラシコ・デ・ラス・アメリカス |

## タイトル

### クラブ
コリチーバFC
- カンピオナート・パラナエンセ：2004

サンパウロFC
- カンピオナート・ブラジレイロ・セリエA：2006, 2007, 2008

アトレティコ・マドリード
- UEFAヨーロッパリーグ：2011-12
- UEFAスーパーカップ：2012
- リーガ・エスパニョーラ：2013-14
- コパ・デル・レイ：2012-13
- スーペルコパ・デ・エスパーニャ：2014

江蘇蘇寧足球倶楽部
- 中国サッカー・スーパーリーグ：2020

### 代表
ブラジル代表
- FIFAコンフェデレーションズカップ：2009
- コパアメリカ　: 2019